# Zulema Jattin Corrales
Zulema del Carmen Jattin Corrales (Santa Cruz de Lorica, Córdoba, 31 de julio de 1969) es una política y periodista colombiana.
Fue miembro del Partido de la U y elegida para integrar el Senado y la Cámara de Representantes de Colombia. Jattin fue condenada por el escándalo de la parapolítica por sus vínculos con grupos armados ilegales. Recibió libertad condicional en 2022 por su colaboración ante el tribunal de la Jurisdicción Especial para la Paz.

## Biografía
Jattin Corrales es hija del ex congresista liberal Francisco Jattin Safar y hermana de Francisco José Jattin Corrales. Ocupó diversos cargos, como consultora del PNUD y secretaria privada del Ministerio de Hacienda. Fue concejal de Lorica entre 1995-1997. Tras las elecciones de 1998, sucedió a su padre en la Cámara de Representantes. Se retiró del Partido Liberal para afrontar las elecciones de 2002 junto a la candidatura de Álvaro Uribe Vélez; convertida en una de las congresistas más destacadas del sector uribista de la Cámara, fue presidenta de la corporación entre 2004 y 2005. En 2006 y a nombre del Partido de la U fue elegida senadora. Estuvo casada con el expresidente del Senado Luis Humberto Gómez Gallo.[cita requerida] con quien tuvo a su hija, Zulema Gómez Jattin 

### Parapolítica
La senadora Jattin se ha visto implicada en el escándalo de la llamada parapolítica después de ser señalada por la fiscalía debido a que su nombre apareció dentro de los documentos del computador incautado a alias "Jorge 40" además de ser nombrada en la indagatoria que se adelantó al exjefe paramilitar Salvatore Mancuso quien aseguró que Jattin se habría reunido con él y otros políticos del departamento de Córdoba, también se conocen una grabación de enero de 2005 donde el jefe paramilitar Rodrigo Mercado Pelufo, alias 'Cadena' sostiene una llamada con uno de sus hombres donde la senadora es mencionada sugiriendo un beneficio electoral para ella. La Corte Suprema de Justicia ordenó su captura en mayo de 2009, la senadora renunció al senado con el fin de ser juzgada por la justicia ordinaria.

## Congresista de Colombia
En las elecciones legislativas de Colombia de 2006, Jattin Corrales fue elegida senadora de la república de Colombia con un total de 61.522 votos.
En las elecciones legislativas de Colombia de 1998, Jattin Corrales fue elegida miembro de la Cámara de Representantes de Colombia con un total de 46.544 votos. Posteriormente en las elecciones legislativas de Colombia de 2002, Jattin Corrales fue reelegida miembro de la Cámara con un total de 49.378 votos.

### Iniciativas
El legado legislativo de Zulema del Carmen Jattin Corrales se identificó por su participación en las siguientes iniciativas desde el congreso:

- Revisar los derechos que se les reconocen actualmente a los concejales del país, sobre todo en lo que respecta a la compensación económica y prestacional que reciben del Estado por su trabajo (Sancionado como ley).[8]
- Permitir a instituciones que se establezcan en el Departamento de San Andrés, Providencia y Santa Catalina, operar cuentas en moneda extranjera a ciudadanos colombianos (Archivado).[9]
- Introducir algunas modificaciones a la composición del Consejo Superior de la Judicatura, concretamente en su organización actual y competencias de la Sala Administrativa del mismo (Archivado).[10]
- Consagra el derecho humano al agua (Archivado).[11]
- Programa de Educación para el Desarrollo Personal, Familiar y Social, centrado en el desarrollo de la persona misma en relación con los otros y su diversidad individual, social y cultural, dirigido a estudiantes en etapa escolar (Archivado).[12]
- Reformar los artículos 40, 107 y 108 de la Constitución Política, con el objetivo de exigir de los partidos políticos la inclusión de mecanismos que garanticen los derechos de una real y efectiva participación política de la mujer (Archivado).[13]
- Expedir normas sobre la prohibición del uso del asbesto en todas sus variedades y se establecen medidas de prevención, protección y vigilancia (Archivado).[14]
- Establecer políticas públicas para proteger a los menores de edad de los efectos nocivos de los productos del tabaco.[15]
- Promover la concurrencia de las micro, pequeñas y medianas empresas a los mercados de bienes y servicios (Archivado).[16]
- Expedir normas sobre biocombustibles renovables y crear estímulos para su producción, comercialización y consumo (Archivado).[17]